# Pugilato ai Giochi della XXX Olimpiade - Pesi welter

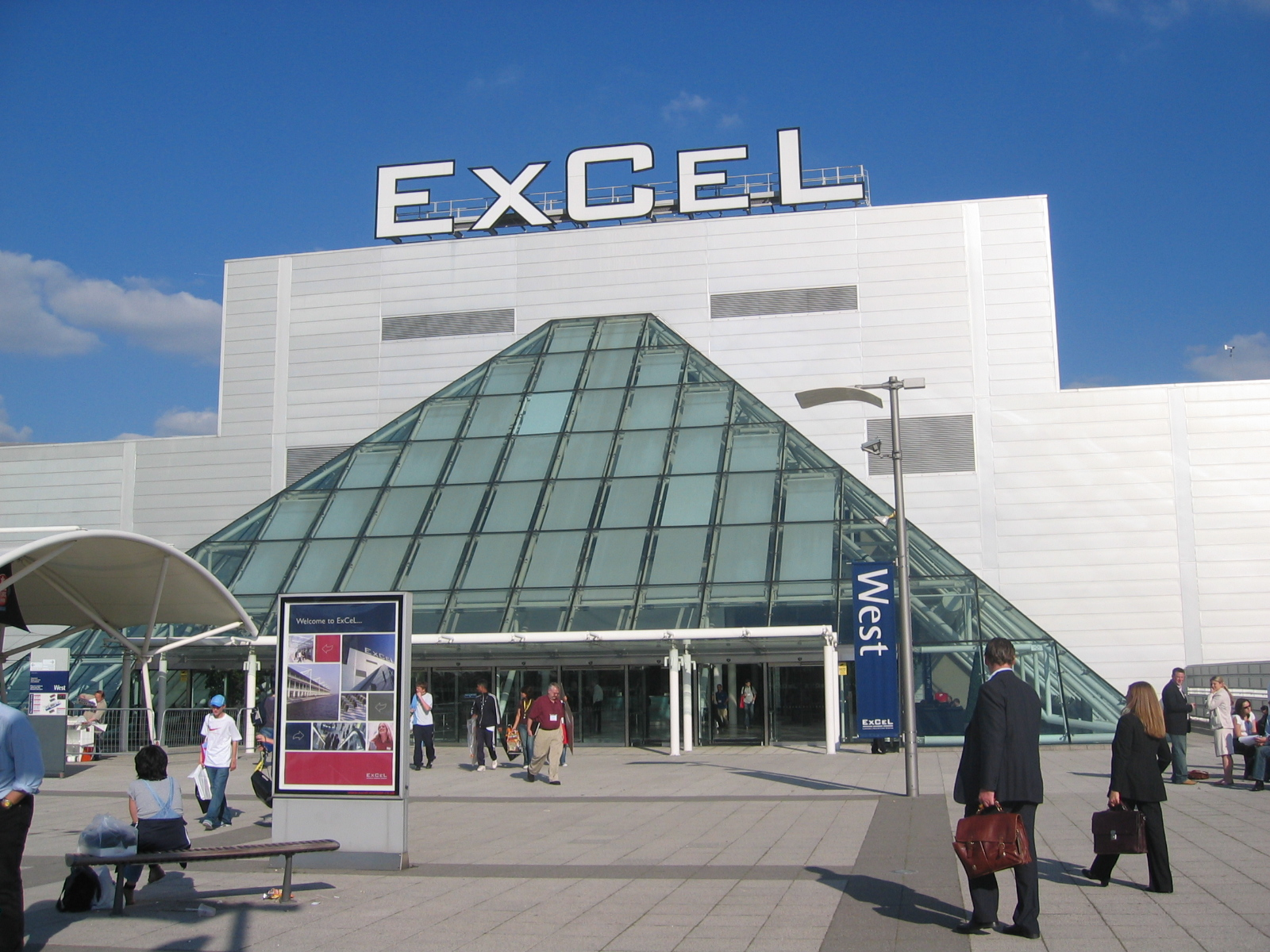
L'ExCeL Exhibition Centre di Londra, teatro della manifestazione

Il pugilato pesi welter maschile dei giochi olimpici di Londra 2012 si è svolto tra il 31 luglio e il 12 agosto presso l'ExCeL Exhibition Centre.

## Formato della gara
Come tutte le gare olimpiche di pugilato, la gara è stata un torneo ad eliminazione diretta. A questa competizione hanno partecipato 28 pugili. Gli incontri hanno avuto inizio il 31 luglio, e sono proseguiti fino al 12 agosto. Essendoci meno di 32 partecipanti, alcuni di loro sono passati direttamente al secondo turno. Entrambi gli sconfitti in semifinale hanno guadagnato la medaglia di bronzo.
Tutti gli incontri si sono svolti su tre round di tre minuti, durante i quali sono stati conteggiati tutti i pugni sferrati alla testa o alla parte superiore del corpo. Negli incontri non risolti per Knock-out ha passato il turno chi ha totalizzato più punti. A parità di punti ha vinto il pugile che ha portato più colpi in totale.

## Programma
Ora italiana (UTC+2)
| Data                    | Ora           | Turno      |
| ----------------------- | ------------- | ---------- |
| Domenica 29 luglio 2012 | 16:00 e 23:00 | Sedicesimi |
| Venerdì 3 agosto 2012   | 15:30 e 22:30 | Ottavi     |
| Martedì 7 agosto 2012   | 22:30         | Quarti     |
| Venerdì 10 agosto 2012  | 22:30         | Semifinali |
| Domenica 12 agosto 2012 | 15:15         | Finale     |

## Partecipanti
| Pugile                   | Nazione       |
| ------------------------ | ------------- |
| Ilyas Abbadi             | Algeria       |
| Moustapha Abdoulaye Hima | Niger         |
| Ahmed Abdulkareem Ahmed  | Iraq          |
| Vasilii Belous           | Moldavia      |
| Byambyn Tüvshinbat       | Mongolia      |
| Custio Clayton           | Canada        |
| Fred Evans               | Gran Bretagna |
| Amin Ghasemi Pour        | Iran          |
| Cameron Hammond          | Australia     |
| Egidijus Kavaliauskas    | Lituania      |
| Mehdi Khalsi             | Marocco       |
| Selemani Kidunda         | Tanzania      |
| Siphiwe Lusizi           | Sudafrica     |
| Gabriel Maestre Perez    | Venezuela     |
| Qiong Mai Maitituersun   | Cina          |
| Yannick Mitoumba Mbemy   | Gabon         |
| Óscar Molina Casillas    | Messico       |
| Adam Nolan               | Irlanda       |
| Myke Ribeiro de Carvalho | Brasile       |
| Carlos Sanchez Estacio   | Ecuador       |
| Serik Säpiev             | Kazakistan    |
| Taras Šelestjuk          | Ucraina       |
| Errol Spence             | Stati Uniti   |
| Yasuhiro Suzuki          | Giappone      |
| Alexis Vastine           | Francia       |
| Krishan Vikas            | India         |
| Patrick Wojcicki         | Germania      |
| Andrej Zamkovoj          | Russia        |

## Risultati
| Sedicesimi      | Sedicesimi |  |                 | Ottavi       | Ottavi |  |  | Quarti       | Quarti |  |  | Semifinali   | Semifinali |  |             | Finale       | Finale |
|                 |            |  |                 |              |        |  |  |              |        |  |  |              |            |  |             |              |        |
|                 |            |  |                 |              |        |  |  |              |        |  |  |              |            |  |             |              |        |
|                 |            |  |                 | T. Šelestjuk | 15     |  |  |              |        |  |  |              |            |  |             |              |        |
| S. Kidunda      | 7          |  | V. Belous       | 7            |        |  |  |              |        |  |  |              |            |  |             |              |        |
| V. Belous       | 20         |  |                 |              |        |  |  | T. Šelestjuk | +18    |  |  |              |            |  |             |              |        |
| T. Byambyn      | 17         |  |                 |              |        |  |  | A. Vastine   | 18     |  |  |              |            |  |             |              |        |
| Y. Mitoumba     | 4          |  |                 | T. Byambyn   | 12     |  |  |              |        |  |  |              |            |  |             |              |        |
| A. Vastine      | 16         |  | A. Vastine      | 13           |        |  |  |              |        |  |  |              |            |  |             |              |        |
| P. Wojcicki     | 12         |  |                 |              |        |  |  |              |        |  |  | T. Šelestjuk | 10         |  |             |              |        |
| C. Clayton      | 12         |  |                 |              |        |  |  |              |        |  |  | F. Evans     | 11         |  |             |              |        |
| Ó. Molina       | 8          |  |                 | C. Clayton   | 14     |  |  |              |        |  |  |              |            |  |             |              |        |
| M. Hima         | 6          |  | C. Hammond      | 11           |        |  |  |              |        |  |  |              |            |  |             |              |        |
| C. Hammond      | 13         |  |                 |              |        |  |  | C. Clayton   | 14     |  |  |              |            |  |             |              |        |
| F. Evans        | 18         |  |                 |              |        |  |  | F. Evans     | +14    |  |  |              |            |  |             |              |        |
| I. Abbadi       | 10         |  |                 | F. Evans     | 11     |  |  |              |        |  |  |              |            |  |             |              |        |
|                 |            |  | E. Kavaliauskas | 7            |        |  |  |              |        |  |  |              |            |  |             |              |        |
|                 |            |  |                 |              |        |  |  |              |        |  |  |              |            |  |             | F. Evans     | 9      |
|                 |            |  |                 |              |        |  |  |              |        |  |  |              |            |  |             | S. Sapiev    | 17     |
|                 |            |  |                 | K. Vikas     | 13     |  |  |              |        |  |  |              |            |  |             |              |        |
| M. de Carvalho  | 10         |  | E. Spence*      | 15           |        |  |  |              |        |  |  |              |            |  |             |              |        |
| E. Spence       | 16         |  |                 |              |        |  |  | E. Spence    | 11     |  |  |              |            |  |             |              |        |
| C. Sanchez      | 8          |  |                 |              |        |  |  | A. Zamkovoj  | 16     |  |  |              |            |  |             |              |        |
| A. Nolan        | 14         |  |                 | A. Nolan     | 9      |  |  |              |        |  |  |              |            |  |             |              |        |
| Q. Mai          | 11         |  | A. Zamkovoj     | 18           |        |  |  |              |        |  |  |              |            |  |             |              |        |
| A. Zamkovoj     | 16         |  |                 |              |        |  |  |              |        |  |  | A. Zamkovoj  | 12         |  |             |              |        |
| A. Ahmed        | 13         |  |                 |              |        |  |  |              |        |  |  | S. Sapiev    | 18         |  |             |              |        |
| S. Lusizi       | 17         |  |                 | S. Lusizi    | 13     |  |  |              |        |  |  |              |            |  |             |              |        |
| G. Maestre      | 13         |  | G. Maestre      | 18           |        |  |  |              |        |  |  |              |            |  | 3º posto    | 3º posto     |        |
| A. Ghasemi Pour | 8          |  |                 |              |        |  |  | G. Maestre   | 9      |  |  |              |            |  |             |              |        |
| Y. Suzuki       | 14         |  |                 |              |        |  |  | S. Sapiev    | 20     |  |  |              |            |  |             | T. Šelestjuk |        |
| M. Khalsi       | 13         |  |                 | Y. Suzuki    | 11     |  |  |              |        |  |  |              |            |  | A. Zamkovoj |              |        |
|                 |            |  | S. Sapiev       | 25           |        |  |  |              |        |  |  |              |            |  |             |              |        |
|                 |            |  |                 |              |        |  |  |              |        |  |  |              |            |  |             |              |        |

- Spence passa il turno degli ottavi dopo che il primo verdetto di 13-11 per l'indiano Vikas è stato rivisto a seguito del reclamo presentato dall'americano. Per la giuria Vikas avrebbe meritato due richiami e quindi il punteggio è stato modificato in 15-13 per Spence.